# ایستگاه متروی دسمبرای
ایستگاه متروی دسمبرای (انگلیسی: 1 Decembrie 1918 metro station)این ایستگاه مترو در جنوب شهر بخارست واقع شده است. ساخت این ایستگاه مترو در ۲۰ نوامبر سال ۲۰۰۸ میلادی تکمیل شده است.